# Valle de la Valduerna
Valle de la Valduerna es una localidad española perteneciente al municipio de Villamontán de la Valduerna, en la provincia de León, comunidad autónoma de Castilla y León.

## Geografía

### Ubicación
| Noroeste: Fresno de la Valduerna | Norte: Castrotierra de la Valduerna | Noreste: Toral de Fondo            |
| Oeste: Villalís de la Valduerna  |                                     | Este: Miñambres de la Valduerna    |
| Suroeste Posada de la Valduerna  | Sur: Villamontán de la Valduerna    | Sureste: Miñambres de la Valduerna |

## Demografía
Evolución de la población
| Gráfica de evolución demográfica de Valle de la Valduerna entre 2000 y 2016 |
|                                                                             |
| Población de derecho (2000-2016) según el padrón municipal del INE          |